# Jan Daniel Janocki
Jan Daniel Andrzej Janocki, eigentlich Johann[es] Daniel Andreas Jänisch (* im Dezember 1720 in Birnbaum, heute Międzychód; † 29. September 1786 in Warschau), war ein polnischer Literaturhistoriker.

## Leben
Janocki entstammte einer deutschsprachigen evangelischen Familie Namens Jänisch oder Jönisch. Sein Vater war als Schneider und Holzhändler tätig. Er besuchte die Kreuzschule in Dresden und später die Landesschule Pforta, wo er unter anderem Johann Elias Schlegel und Friedrich Gottlieb Klopstock begegnete. Hier begann er sich für die Literatur zu interessieren und reiste durch seine Heimat, um die Bibliotheken Großpolens kennenzulernen. Er nahm Kontakt zu Gelehrten und anderen Bibliophilen in Dresden auf, darunter Gottlieb Enoch Jonisch. Dieser stellte Janocki im März 1745 Andrzej Stanisław Załuski vor und empfahl wenig später Józef Andrzej Załuski für die Position als Bibliothekar und Sekretär. Im Juni 1745 kam Janocki nach Warschau, wo er zunächst bis 1750 als Sekretär von Załuski tätig war. Nachdem er zum Katholizismus konvertiert war, wurde er im Juli 1751 zum Präfekten der 1747 eröffneten Załuski-Bibliothek ernannt. Während sein im Dezember 1744 bei Langenheim erschienenes Nachschlagewerk über polnische Gelehrte Litterarum in Polonia instauratores viel Lob erhielt, fanden seine Kritischen Briefe an vertraute Freunde im Juli 1745 nur wenig Anerkennung. Er betätigte sich von 1746 bis 1747 auch als Korrespondent der Neuen Zeitungen von Gelehrten Sachen, die in Leipzig herausgegeben wurden. Für diese verfasste er mehrere Buchbesprechungen und Berichte aus Warschau.
Janocki war zudem Kanoniker der Stiftskirche Skalbmierz und der Kiewer Kathedrale. Als persönlicher Adjutant Załuskis überwachte er Bauarbeiten, organisierte die Büchersammlung, erstellte Bibliotheks- und Auktionskataloge und arbeitete am biobibliografischen Wörterbuch Bibliotheca Polona Magna Universalis. Janockis Gesundheitszustand verschlechterte sich, er war oft krank und erblindete zudem 1775.

## Werke (Auswahl)
- Kritische Briefe an vertraute Freunde geschrieben und den Liebhabern der gelehrten Geschichte zu gefallen. Gottlob Christian Hilscher, Dresden 1745 (polnisch, wroc.pl).
- Polonia literata nostri temporis. Breslau 1750 (Latein).
- Janociana sive clarorum atque illustrium Poloniae auctorum Mecenatumąue memoriae Miscellae. Warschau 1776–1779, 2 Bände (Latein, mit vielen biographischen Notizen über alte polnische Schriftsteller).

Herausgeber
- Litterarum in Polonia instauratores. Langenheim, Leipzig 1744 (Latein, digitale-sammlungen.de).
- Nachricht von denen in der Hochgräflich-Zaluskischen Bibliothek sich befindenden raren polnischen Büchern. Fünf Teile, Georg Conrad Walther, Dresden 1747, Johann Jacob Kron, Breslau 1749–1753 Teil 1 (archive.org), Teil 2 (digitale-sammlungen.de), Teil 3 (digitale-sammlungen.de), Teil 4 (digitale-sammlungen.de), Teil 5 (digitale-sammlungen.de).
- Lexicon derer itztlebenden Gelehrten in Polen. Teil 1 und Teil 2. Johann Jacob Korn, Breslau 1755 (archive.org, digitale-sammlungen.de).